# Yelah
Yelah var en svensk oberoende socialistisk frihetlig mediegrupp och anarkistisk nättidning. Den fungerar främst som en nyhetssida med en redaktion och ansvarig utgivare.:132 Den började som papperstidning.[källa behövs]
I en rapport av Statens medieråd 2013 beskrevs Yelah med orden "Reformistiska och radikala positioner samexisterar och man kan kanske tala om en mångfald av kritiska vänsterperspektiv, snarare än en enhetlig ideologi. De ämnen som behandlas är rotade i socialistiska och anarkistiska perspektiv: antirasism, bostadspolitik, kollektivtrafik, arbetsrätt, feminism m.m":132-133
Den publicerades mellan 1994 och 2015. Ledarsida, kommentarer, analyser och debatt uppdaterades löpande och nyheter lades ut dagligen.[källa behövs] Nyhetsförmedlingen beskrevs av Statens medieråd som "inte särskilt omfattande" vilket möjligen kunde förklaras med att det fanns "gott om organ som ligger nära mainstreammedierna där frågor och perspektiv som är relevanta för miljön diskuteras.":133
Redaktionen utgjordes av ideella medarbetare spridda över Sverige.
Yelah startade som en frihetligt socialistisk tidning, men sedan oktober 2010 kallade sig tidningen anarkistisk.
Bland skribenterna fanns Linus Walleij, Marcin de Kaminski, Mats Deland och Stefan Bergmark.